# Gare de Yokogawa
La gare de Yokogawa (横川駅, Yokogawa-eki) est une gare ferroviaire de la ville d'Hiroshima, dans la préfecture d'Hiroshima au Japon. Elle est exploitée par la compagnie JR West.

## Situation ferroviaire
La gare de Yokogawa est située au point kilométrique (PK) 307,7 de la ligne principale Sanyō. Elle marque le début de la ligne Kabe.

## Histoire
La gare a été inaugurée le 25 septembre 1897.

## Service des voyageurs

### Accueil
La gare dispose d'un bâtiment voyageurs ouvert tous les jours, avec des guichets et des automates pour l'achat de titres de transport.

### Desserte
- Ligne principale Sanyō :
  - voie 1 : direction Miyajimaguchi, Iwakuni et Tokuyama
  - voie 3 : direction Hiroshima
- Ligne Kabe :
  - voie 4 : direction Ōmachi et Aki-Kameyama
  - voie 5 : direction Hiroshima

### Intermodalité

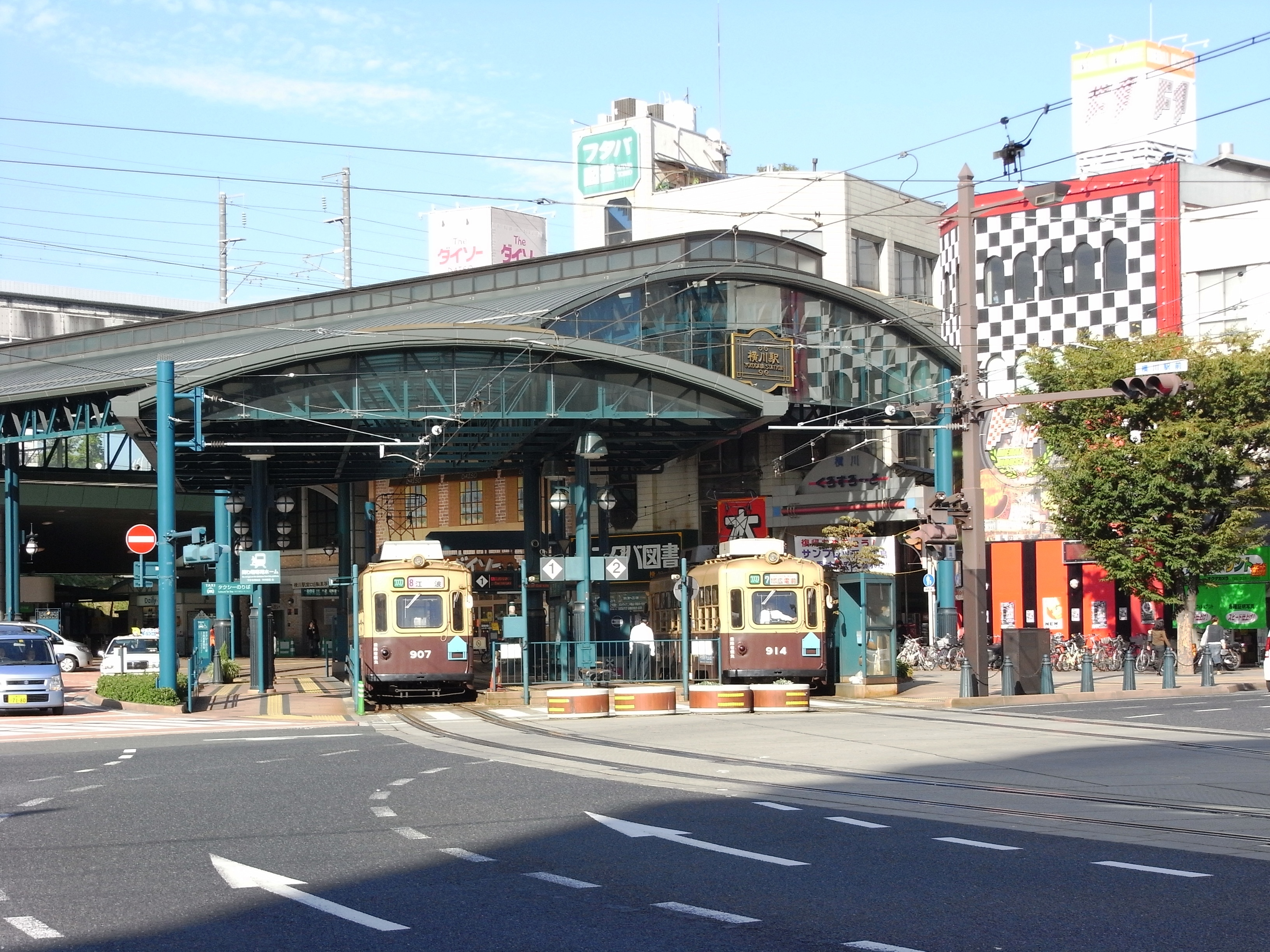
Terminus du tramway.

Le terminus des lignes 7 et 8 du tramway d'Hiroshima est situé côté sud de la gare.